# Karting Grand Prix
Karting Grand Prix è un videogioco di karting del genere di Super Sprint, pubblicato nel 1988 per Amiga, Atari ST e MS-DOS dalla Anco e nel 1989 per Commodore 64 e Commodore 16 dalla Kingsoft GmbH.

## Modalità di gioco
Le gare avvengono su piste con visuale dall'alto a schermata fissa e hanno sempre lo stesso numero di go-kart partecipanti, controllabili da giocatori o dal computer. Nelle versioni Amiga e ST ci sono tre kart e un massimo di due giocatori, con il terzo kart sempre controllato dal computer, mentre nelle conversioni per Commodore 64 e 16 ci sono quattro kart e si può arrivare a tre giocatori utilizzando la tastiera.
I controlli sono limitati a sterzo, acceleratore e freno. Alcune delle recensioni che il gioco ricevette dalla stampa furono molto negative, soprattutto per la scarsa manovrabilità.
I kart non possono scontrarsi tra loro e si limitano a passarsi attraverso, mentre gli urti con il bordo pista hanno solo l'effetto di rallentare o fermare il kart.
Ci sono 8 piste disponibili, selezionabili liberamente per la competizione o la pratica. Si possono regolare alcune opzioni, che hanno poco effetto pratico sul gameplay: livello di difficoltà, condizioni dell'asfalto (normale, bagnato, ghiacciato), durezza pneumatici, dimensione del pignone.